# ایمیاز
ایمیاز (به اسپانیایی: Imías) یک منطقهٔ مسکونی در کوبا است که در استان گوانتانامو واقع شده‌است. ایمیاز ۵۲۴ کیلومتر مربع مساحت و ۲۰٬۹۵۹ نفر جمعیت دارد و ۳۰ متر بالاتر از سطح دریا واقع شده‌است.